# 胡鵬
胡鵬（1909年12月21日—2000年3月26日），廣東省順德縣人，生於上海。香港電影導演，執導近200部電影，尤以於1940至1960年代拍攝大量黃飛鴻系列電影知名。1999年獲香港電影金紫荊獎卓越成就獎。
2000年3月26日在香港基督教聯合醫院逝世。

## 著作
- 《我與黃飛鴻：五十年電影導演生涯回憶錄》